# سوكوويا
هو جنس أحادي النمط من النباتات المزهرة التي تنتمي إلى عائلة كرنبية. يحتوي فقط على نوع واحد معروف ،سوكوويا بالاريكا.
موطنها الأصلي هو جزر الكناري وأماكن حول البحر الأبيض المتوسط ، مثل الجزائر ، وجزر البليار ، وكورسيكا ، وإيطاليا ، والمغرب ، وسردينيا ، وصقلية ، وإسبانيا ، وتونس. 
اسم جنس سوكوويا تكريما لـ جورج ادولف سوكو (1751-1813) ، عالم فيزيائي وكيميائي وعالم معادن ومهندس تعدين وعالم طبيعي. الاسم اللاتيني المحدد لـ بالاريكا يعني "جزر البليار" ، حيث تم العثور على النبات. تم وصف كل من الجنس والنوع ونشرهما لأول مرة في Pflanzen-Gattungen في الصفحة 64 في عام 1792. 